# Lily Lake
Lily Lake è un villaggio degli Stati Uniti d'America, situato nello Stato dell'Illinois, nella contea di Kane.